# Itaboraí
Itaboraí est une ville brésilienne de l'État de Rio de Janeiro. Sa population était estimée à 218 090 habitants en 2010. La municipalité s'étend sur 424 km2.
Le complexe pétrochimique de Rio de Janeiro est en partie situé à Itaboraí.
Un important gisement de fossiles de l'éocène, dit le bassin d'Itaboraí, donne le nom de la ville à une période géologique concernant l'Amérique du Sud : l'itaboraien.

## Maires
| Période | Période | Identité      | Étiquette | Qualité |
| ------- | ------- | ------------- | --------- | ------- |
| 2009    | 2012    | Sérgio Soares | PP        |         |